# Nyamabuye (vattendrag i Burundi, Rutana)
Nyamabuye är ett vattendrag i Burundi.   Det ligger i provinsen Rutana, i den södra delen av landet, 100 km sydost om huvudstaden Bujumbura.
Omgivningarna runt Nyamabuye är en mosaik av jordbruksmark och naturlig växtlighet. Runt Nyamabuye är det tätbefolkat, med 297 invånare per kvadratkilometer.